# Gaeides
Gaeides là một chi bướm ngày thuộc họ Lycaenidae.
There are currently 3 known species:
- Gaeides dione
- Gaeides gibboni
- Gaeides gorogon

## Footnotes
1. ↑  CoL (2007)